# Капеллы
Капеллы — железнодорожная станция в Аткарском районе Саратовской области в составе сельского поселения Даниловского муниципального образования.

## География
Находится на железнодорожной линии Ртищево-Саратов на расстоянии примерно 8 километров по прямой на северо-запад от районного центра города Аткарск.

## История
Железнодорожная станция Капеллы открылась в 1894 году после завершения строительства железной дороги из Москвы в Саратов.  В состав Даниловского муниципального образования населенный пункт вошел в 2019 году, до этого находился в Лопуховском муниципальном образовании.

## Население
Население составляло 11 человек в 2002 году (русские 82%), 15 в 2010.